# サッポロビール博物館
サッポロビール博物館（サッポロビールはくぶつかん）は、北海道札幌市東区にある企業博物館。サッポロガーデンパークにあり、日本国内で唯一となるビールに関する博物館になっている。

## 歴史
1869年（明治2年）に開拓使が設置されると明治政府によって勧農・殖産興業が推し進められ、開拓使官吏の村橋久成やドイツでビール醸造技術を学んだ中川清兵衛を招聘して官営模範工場となる「開拓使麦酒醸造所」を1876年（明治9年）に創設し、現在のサッポロファクトリーがある場所に工場を建設した。開拓使廃止後は農商務省の所管となり、1884年（明治17年）に「札幌麦酒醸造場」と改称している。1886年（明治19年）に大倉喜八郎の大倉商会（大倉財閥）が麦酒醸造場の払い下げを受け、翌年に渋沢栄一らが譲り受けて「札幌麦酒会社」を設立し、現在のサッポロビールに繋がっている。
サッポロビール博物館の煉瓦造の建物は1888年（明治21年）設立の「札幌製糖」が1890年（明治23年）に建設した製糖工場である。ところが、この製糖会社は原料となるビートの確保に誤算があったほか、不祥事が多発したため衰退の一途を辿って解散してしまう。一方で、ビール工場は年々増える生産量に対応するため工場増設の必要性に迫られており、1903年（明治36年）に煉瓦造の製糖工場を買い取って製麦工場として使用した。建物は改修や補強をしながら1965年（昭和40年）まで工場として稼働していた。1966年（昭和41年）にサッポロビール創業90周年を記念して「開拓使麦酒記念館」となり、ビアホールの「サッポロビール園」を併設した。その後、一時は取り壊しの声もあったが、歴史的な建物を残す機運が高まり、1987年（昭和62年）に「サッポロビール博物館」として開館した。文化庁から国の重要文化財に指定したい申し出もあったが、重要文化財になると建物や内部設備の改装などに国の許可が必要になること、今後も会社を挙げて保存に努めるつもりであることから辞退している。2004年（平成16年）と2016年（平成28年）に館内を全面リニューアルしている。

## 利用案内
- 自由見学（無料）
  - 開館時間：11:00 -18:00（入館は17:30まで、LOは16:00）
  - 所要時間：約15分から20分
  - 定休日：年末年始、臨時休館日、毎週月曜日（祝日の場合は翌日）
  - 入館料：無料（ビール、ソフトドリンクのテイスティング、おつまみは有料）
  - 予約不要（混雑時は入場制限する場合あり）
- プレミアムツアー（有料、要事前予約）
  - 開始時間：11:30 - 16:30（スタート時間は要確認）
  - 所要時間：約50分
  - 定員：16名
  - 定休日：年末年始、臨時休館日、毎週月曜日（祝日の場合は翌日）
  - 入館料（参加費）：大人500円、中学生〜20歳未満300円、小学生以下無料
    - テイスティング付
- ミュージアムショップ
  - 営業時間：11:00 - 20:30
  - 休業日：年末年始、祝日の日は次の日

## 施設
3階、2階、1階の順に見学していく。建物の外には1876年（明治9年）開業の「開拓使麦酒醸造所」において当時工場前に積み上げられた樽を復元しており、白ペンキで「麦とホツプを製すればビイルとゆふ酒になる」と書かれている。平仮名の一部は変体仮名であり、「れば」の部分は「連者」をくずした平仮名になっている。
- 3F
  - 6Kシアターの映像により、参加者限定で明治期に生まれた初の国産ビール「札幌製麦酒」の物語を鑑賞できる[12]。
- 3F〜2F
  - 1965年（昭和40年）から2003年（平成15年）まで札幌工場で麦汁を煮沸するために実際に使用していた銅製の釜[12]。直径6.1 m、高さ約10 m、容量85 klあり、「重要科学技術史資料」（未来技術遺産）に登録されている。
- 2F
  - 「サッポロギャラリー」では、開拓使から続く日本のビール製造業発展の道筋を12個のブースに分けて紹介している[12][13]。歴代の広告を展示した「アドコレクション」もある[12]。
- 1F
  - 「スターホール」では「復刻札幌製麦酒」と「サッポロ生ビール黒ラベル」の飲み比べができる[12]。
  - ミュージアムショップ（売店）
  - サッポロガーデンパーク総合受付

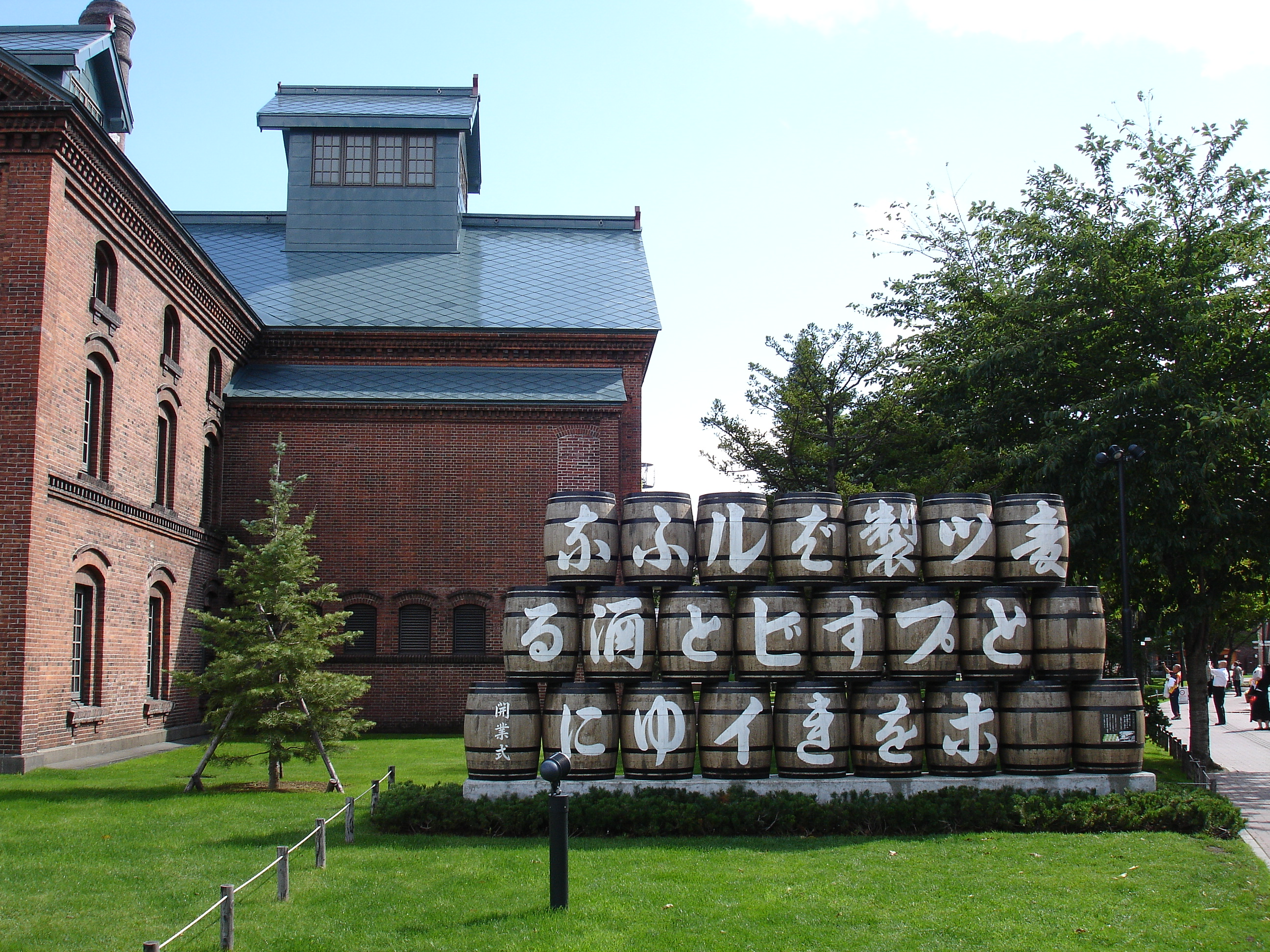
復元した樽文字（2007年9月）
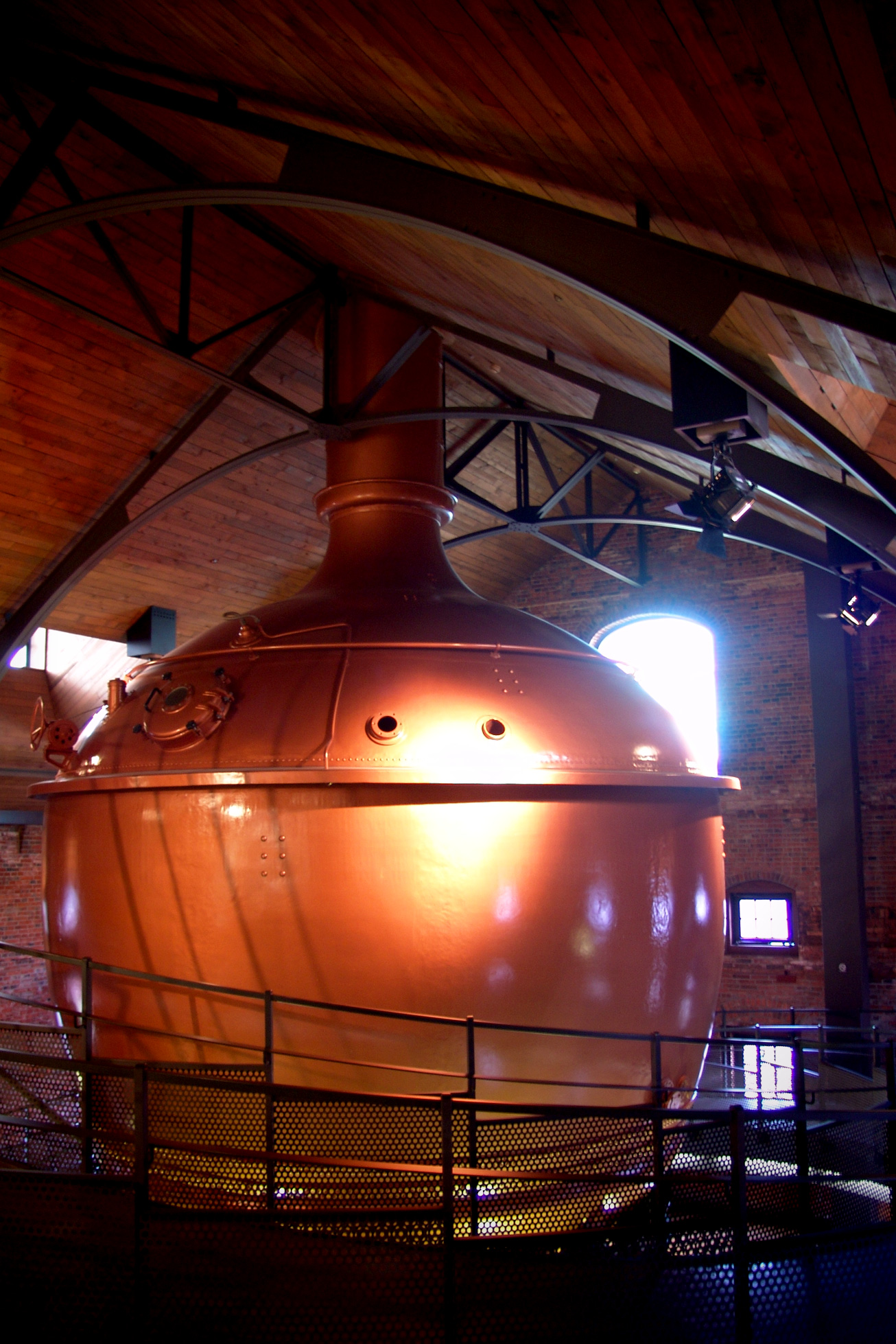
麦汁煮沸釜（2012年3月）
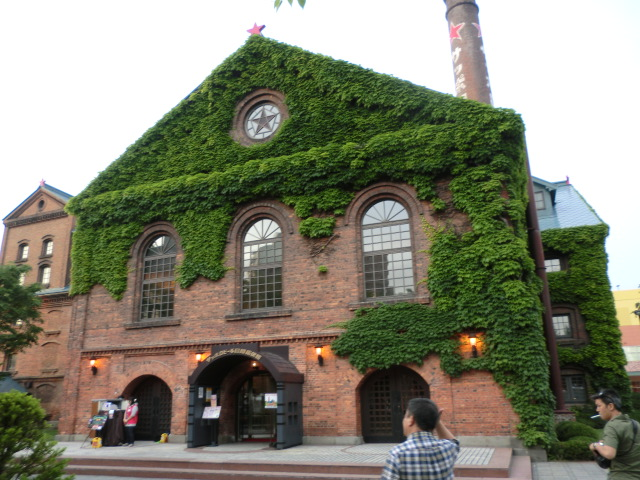
サッポロビール園（開拓使館）（2006年7月）

## 受賞・選定
- 第3回札幌市都市景観賞[14]
- 北海道遺産「札幌苗穂地区の工場・記念館群」[15]
- 第17回BELCA賞ロングライフ部門[16]
- 重要科学技術史資料（未来技術遺産）「ハンゼン式酵母純粋培養装置」「麦汁煮沸釜」[17]

## アクセス
- 北海道中央バス「サッポロビール園」「サッポロビール園前」バス停下車
- 札幌市営地下鉄東豊線東区役所前駅から徒歩約10分
- 北海道旅客鉄道（JR北海道）札幌駅から車で約5分

## 参考資料
- 『さっぽろ文庫』 50 開拓使時代、札幌市。2017年4月24日閲覧。
- “札幌麦酒工場跡”. 日本の近代遺産50選.  日本経済新聞社. 2017年4月21日閲覧。
- “サッポロビール博物館”.   三井広報委員会. 2017年4月23日閲覧。